# Drapeau des Kiribati
Le drapeau des Kiribati est créé à l'origine comme armoiries en 1937 par sir Arthur Grimble, commissaire-résident des îles Gilbert et Ellice. Sous forme de drapeau, il est adopté comme drapeau national le 12 juillet 1979 lors de l'indépendance de la république.

## Description

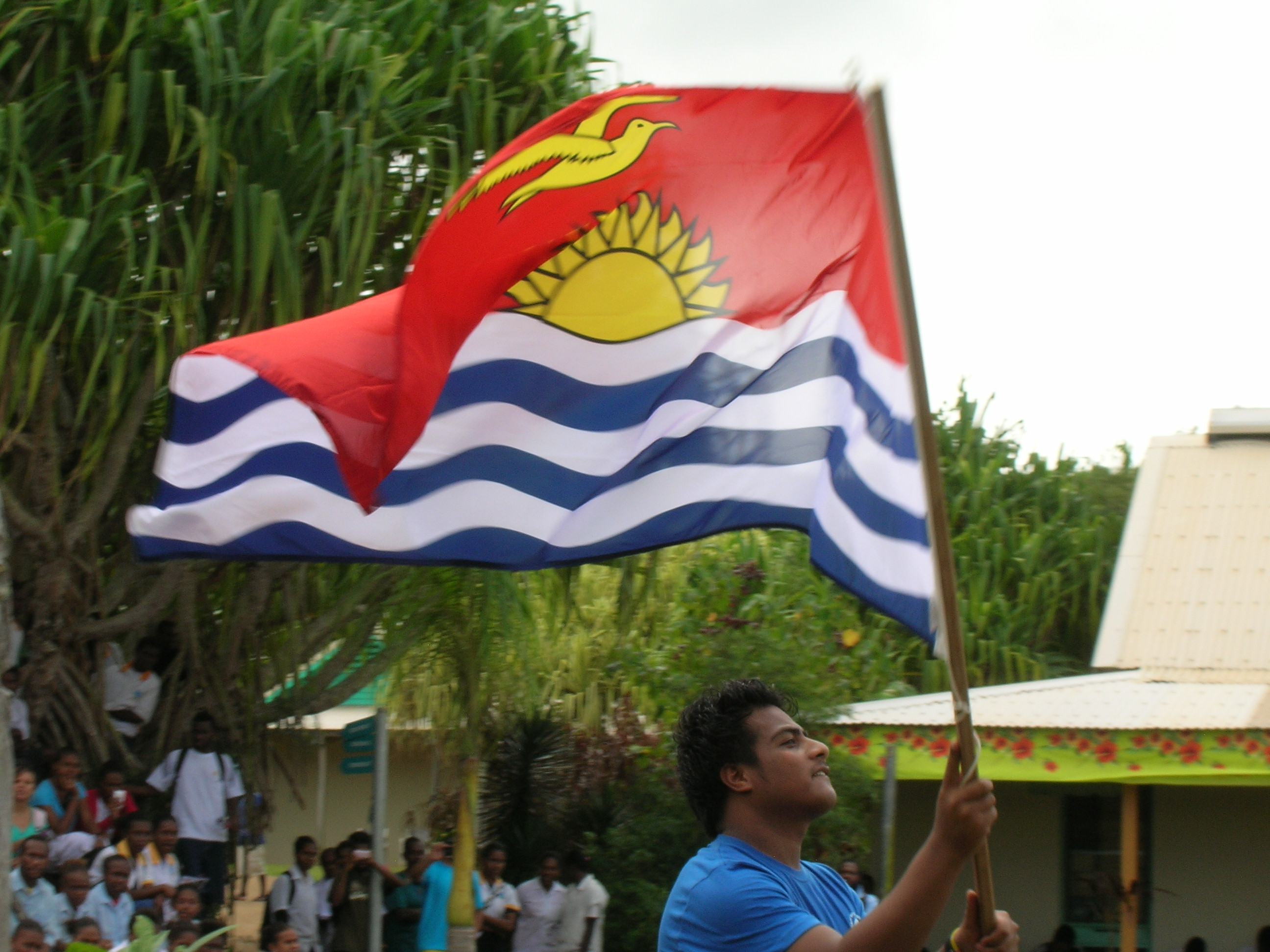
Drapeau des Kiribati.

Le drapeau représente un soleil levant (otintaai), survolé par une frégate (te eitei), qui émerge des flots du Pacifique. Le soleil darde ses 17 rayons, symbole des 16 îles Gilbert et de l'île de Banaba. Les flots du Pacifique sont répartis en trois parties, comme les trois archipels de l'État (Gilbert, Phœnix et îles de la Ligne). La frégate (Fregata minor), qui représente un messager traditionnel et respecté, est l'oiseau emblématique des I-Kiribati (ethnonyme vernaculaire des Gilbertins).
Si la version présentée est celle utilisée le plus souvent, il existe une version où les rayons du soleil sont plus nombreux (21 voire 22 au lieu des 17 traditionnels) pour tenir compte du fait que 21 îles de la République sont désormais habitées (trois îles de la Ligne et Canton (îles Phœnix).

## Documentation
Dans une lettre au haut-commissaire du Pacifique occidental (à Suva) écrite de la part de sir Arthur Grimble, il était écrit au sujet des armoiries de la colonie :
- Mer. Représente l'espace de l'océan dans lequel la colonie est isolée.
- Soleil. Les îles sont proches du méridien 180°. Le soleil est levant ou couchant.
- Oiseau. La frégate (Fregata aquilla (sic)) symbolise le pouvoir, la pose et la liberté. Pour les natifs, c'est un signe de souveraineté et de naissance royale.

On trouve également dans la documentation officielle
- « The bird is a frigate bird which represents power, freedom and Kiribati cultural dance patterns. »
  - L'oiseau est une frégate qui représente le pouvoir, la liberté et les danses culturelles gilbertines
- « The rising sun is the tropical sun as Kiribati lies astride the Equator. »
  - Le soleil levant est un soleil tropical qui montre que les Kiribati sont à cheval de l'équateur.
- « The sea is the Pacific Ocean which surrounds Kiribati. »
  - La mer est l'océan Pacifique qui entoure les Kiribati.
- « The dimensions of the flag i.e. the length is twice the breadth. »
  - Les dimensions du drapeau, autrement dit la longueur, est double de la largeur

Les couleurs sont définies par :
- Frégate, soleil et rayons : Gold BSI 381C No. 355 & Admirality colour T 8514M
- Ciel :Red BSI 581C No. 539, Admirality colour T 8514H & C.A. pattern M.P. 2362
- Vagues : Blue BSI 381C No. 110 & C.A. Pattern M.P. 2358
- Vagues : White, plain Admirality colour T 8514J & C.A. Pattern M.P. 2363

## Drapeaux similaires
Avant sa dissolution en 1991, l'URSS comptait deux républiques socialistes soviétiques dont le drapeau ressemblait à celui des Kiribati.

Drapeau de la RSS de Lettonie.
Drapeau de la RSS d'Estonie.

## Sources
1. ↑  (en) The National Flag of Kiribati, publication du gouvernement en 1984 (2 pages)